# Натали, Лоренцо
Лоренцо Натали Пьеруччи Бондиччи (англ. Lorenzo Natali Pierucci Bondicchi; 2 октября 1922, Флоренция, Италия — 29 августа 1989, Рим, Италия) — итальянский политик, член христианской демократий партии и европейский комиссар с 1977 по 1989 год.

## Биография
Родители Натали родились в Колле-ди-Бугиано, в провинции Пистойя. Его мать была графиней, а отец сын фермера, окончивший медицинский факультет. В 1925 году его отец получил первичную должность в больнице в Аквиле, и вся семья переехала в Абруццо. Натали вырос и жил в Аквиле. В 1929 году мать Натали умерла при родах.
Большое влияние на Натали оказал его отец, убежденный антифашист. Он получил свой диплом классической средней школы в средней школе Доменико Котуньо в Аквиле, затем переехал в Колле ди Бугиано, чтобы изучать право во Флоренции. После окончания университета стал адвокатом.
Во время Второй мировой войны Натали отвечал за католические молодежные группы в Аквиле. Вступил добровольцем в Итальянский освободительный корпус и участвовал в борьбе с нацистами-фашистами с 16 июня по 17 июля 1944 года в рядах 4-го XXXIII берсальерского полка. 17 июля он был ранен в бою на реке Мюзоне-нелле-Марке, а 27 апреля 1945 года получил Крест за воинскую доблесть.
В 1955 году Натали был назначен заместителем председателя Совета министров по делам печати и информации в правительстве. Также участвовал в подписании Римского договора 25 марта 1957 года. Впоследствии занимал должности заместителя министра финансов и министерства финансов.